# Radheska huset

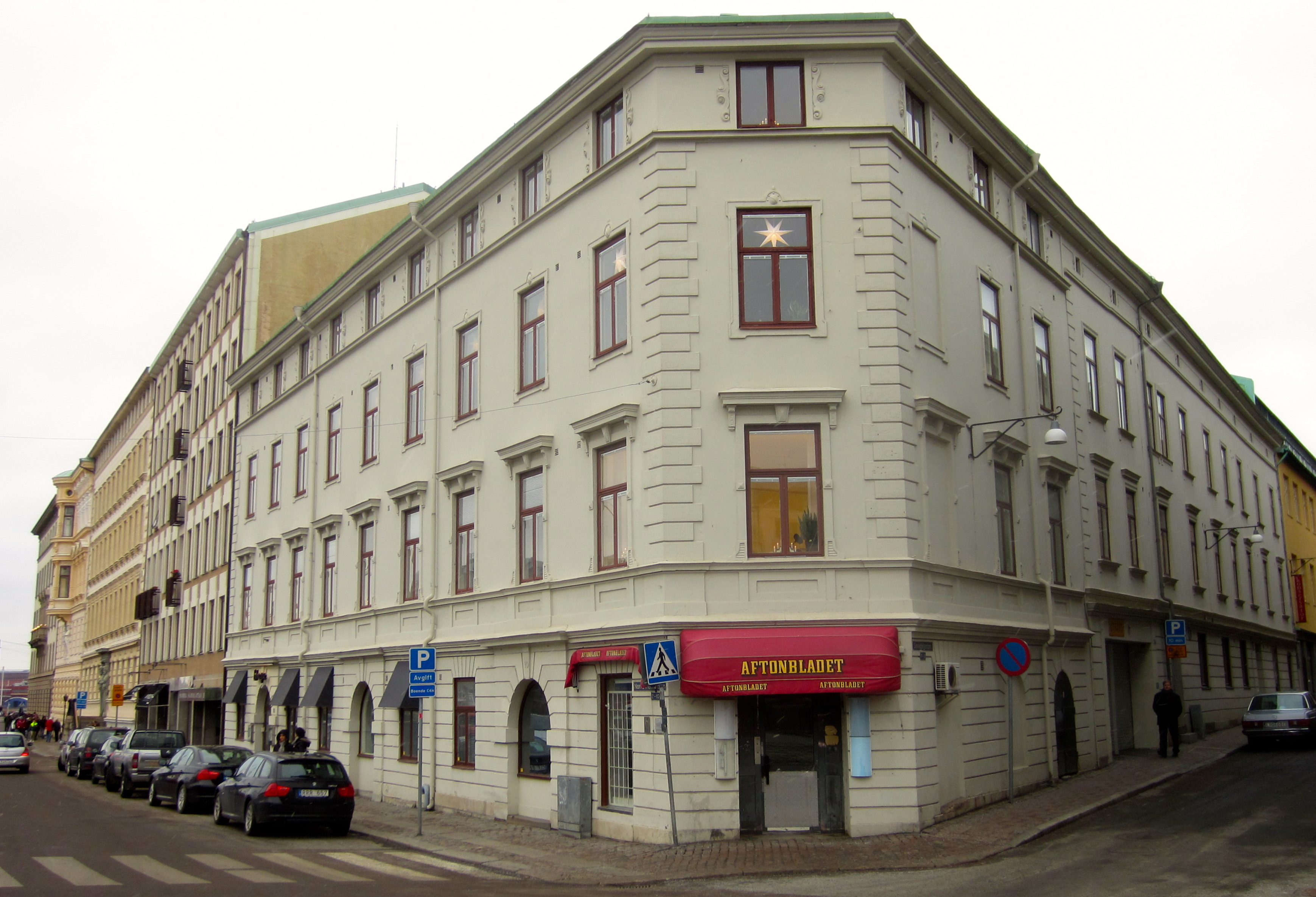
Radheska huset i december 2013.

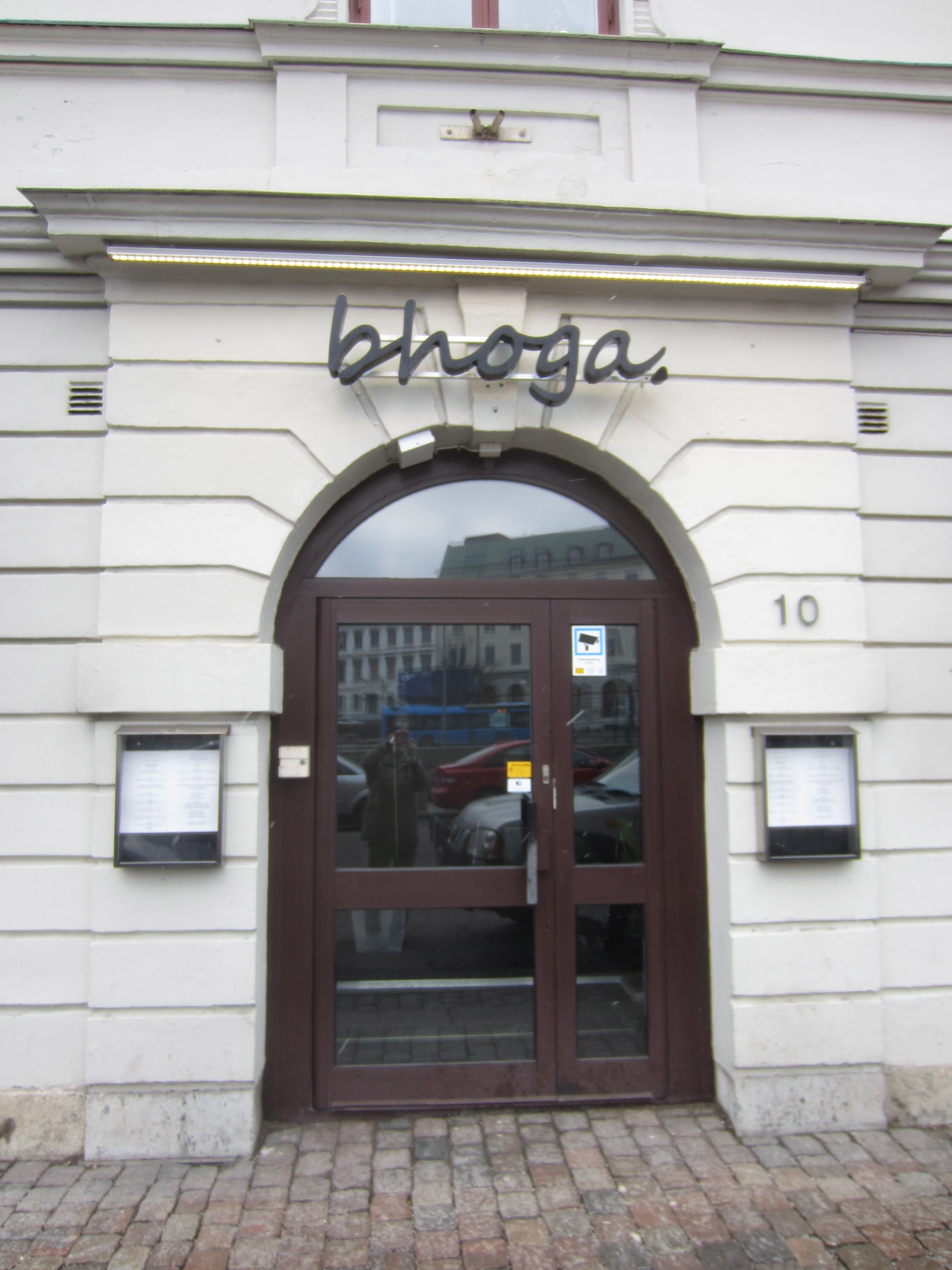
Restaurang Bhoga, Radheska huset i december 2013.

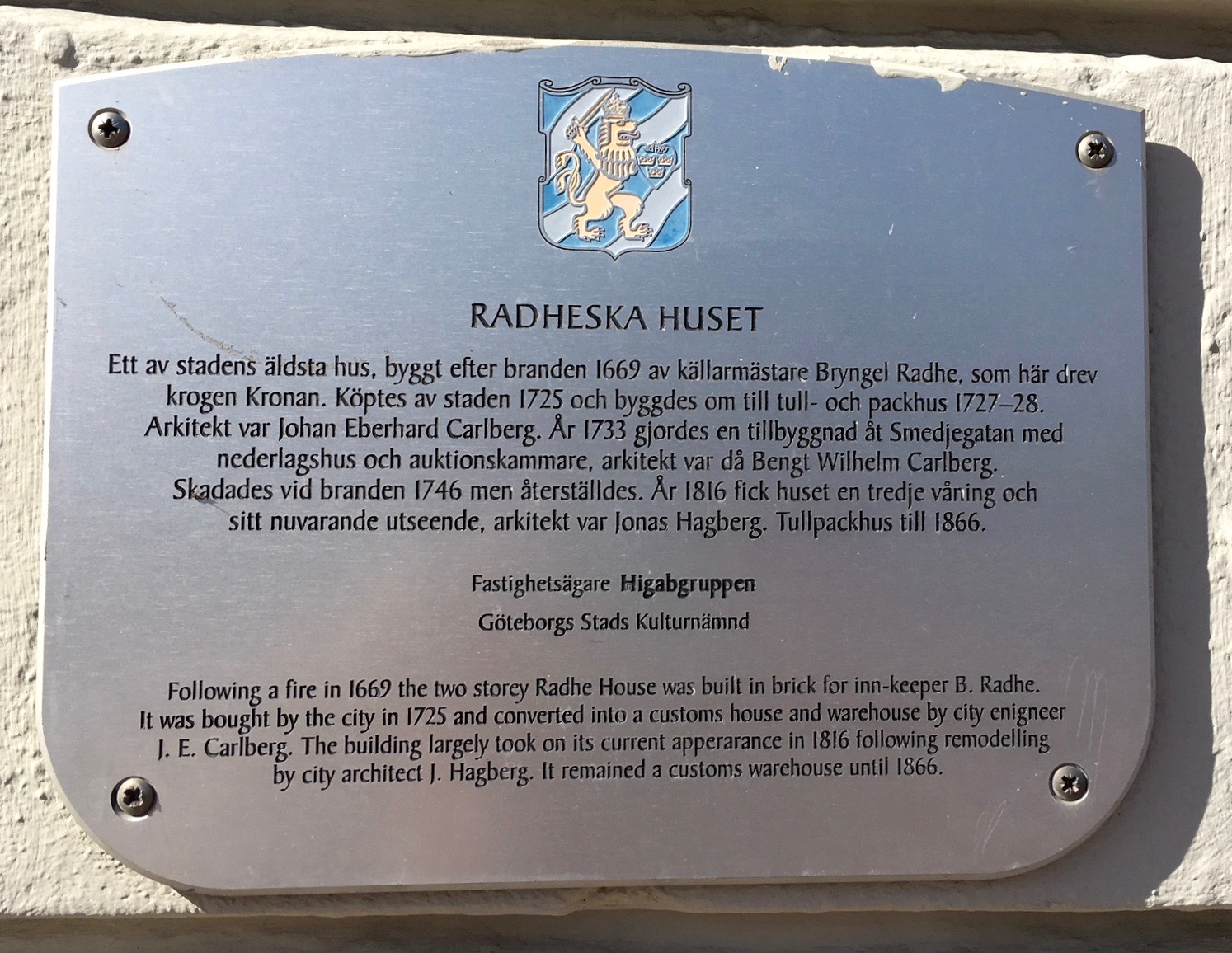
Plakett på fasaden med husets historik.

Radheska huset är ett av de äldsta husen i Göteborg uppfört år 1669 under stormaktstiden av källarmästare Bryngel Radhe (död 1706). Hörnhuset, som är i putsat tegel, ligger vid Norra Hamngatan 10 och Smedjegatan 7-9 i Nordstaden i centrala Göteborg. Arkitekter har främst varit Johan Eberhard Carlberg, Bengt Wilhelm Carlberg och Jonas Hagberg.
Källarmästare Bryngel Radhe lät bygga stenhuset efter den första kvartersbranden i Göteborg 1669 och inrättade i gatuplanet krogen Kronan. Fastigheten övergick sedan i ätten Palmencronas ägo. Slutligen uppköptes huset av Göteborgs stad 1725, då som stadens första fastighetsköp. Radheska huset, som det förblev kallat efter grundaren, var en av de få byggnader som delvis klarade sig vid den stora branden 1746. De delar som brann ner byggdes upp igen 1748. Huset hade en viktig funktion som tull- och packhus från 1728 till 1867 och därefter som kontor for Göteborgs hamnförvaltning. Sedan 1900-talet förvaltas fastigheten av Higab som del i staden Göteborgs fastighetsförvaltning.
Hörnhuset är ett viktigt blickfång i staden och relativt välbevarat sedan 1800-talet med sobert klassiskt utseende. Bottenvåningens välvda rum utgör de äldsta delarna och är från 1660-talets slut. Liksom husen vid Gustaf Adolfs Torg har det Radheska huset drabbats av sättningar. För att bevara huset på lång sikt kommer huset att grundförstärkas genom pålning. Ett arbete som planerats sedan många år och förväntas påbörjas tidigast hösten 2023. 
I de anrika kroglokalerna huserar sedan 2012 Michelin-restaurangen Bhoga. År 2016 tillkom grannverksamheten "Brunos Kafé".

## Historik

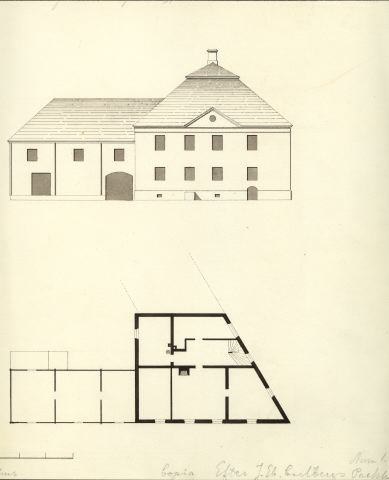
Radheska huset, uppmätningsritning från 1726 av Johan Eberhard Carlberg. Bildsamlingen vid Göteborgs stadsmuseum.

### Bakgrund
Under 1600-talets mitt fanns det bara ett fåtal privata stenhus i Göteborg. Byggnadshistorikern Arvid Baeckström har endast kunnat leta upp två notiser, som på 1640-talet omnämner stenhus i privat ägo.

### Privat förvaltning
Efter branden den 10 maj 1669 finns det uppgift om cirka tio nyuppförda stenhus, bland dessa hörnhuset Norra Hamngatan-Smedjegatan. Baeckström kallar huset för "Palmencronas spetsiga hörnhus".
Släkten Palmencronas förste medlem var kommendör Lars Palmencrona (1670–1724). Enligt Wilhelm Berg var han son till Anders Larsson Båthman och hans hustru Annika. Fadern, som var båtkarl, ägde hus och gård på Smedjegatan mellan blockmakare Lars Achengrens obebyggda tomt i norr och perukmakare Claude Souchons i söder. Lars Båthman hade varit i både svensk och engelsk tjänst och blev för sina förtjänster adlad Palmencrona år 1718. Palmencrona hade inga egna barn, men adopterade sin hustru Ingrid Berlings barn i hennes äktenskap med källarmästaren Jonas Radhe. Genom giftermålet med Ingrid Berling kom Palmencrona i besittning av det nämnda stenhuset jämte källarkrogen Kronan.
Ingrid Berlings förste man Jonas Radhe tillhörde en gammal släkt. Stamfadern var borgare i Nya Lödöse. Jonas far, källarmästare Bryngel Radhe, hyrde på 1650-talet en källarkrog i överstelöjtnant Peder Lillies hus på Södra Hamngatan 29. Efter branden år 1669 byggde Bryngel Radhe stenhuset i hörnet av Smedjegatan och Norra Hamngatan och inrättade här krogen Kronan. Sonen Jonas innehade Stigbergets värdshus mellan åren 1676 och 1694. Efter faderns död år 1679 övertog han också krogen Kronan, som han driver till sin död år 1706.
År 1717, när Palmencrona innehade Kronan, fanns det enligt Göteborgshistorikern Hugo Fröding 189 krogar i Göteborg med förstäder. Namnen var fantasieggande som Svarta hästen, Förgylta ängeln, Fortuna, Rinnande bäcken och Verkehrte Welt och ger associationer till svängande förgyllda smidesskyltar. En del andra krogar hade stadsnamn som till exempel Stockholm, Arboga, Åmål och Skara.
Efter makarna Palmencronas död 1725 utbjöd arvingarna huset till försäljning.

### Göteborg stads förvaltning av huset

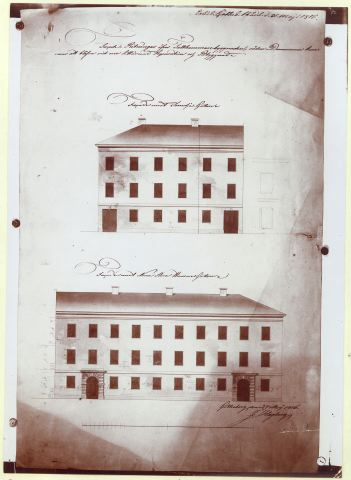
Radheska huset, ritning av Jonas Hagberg 1816. Bildsamlingen vid Göteborgs stadsmuseum.

År 1725 köpte staden huset för 7 500 daler silvermynt – för övrigt staden Göteborgs första fastighetsköp. Arkitekten och fortifikationsofficeren Johan Eberhard Carlberg fick i uppdrag att bygga om huset till "ett stadens tull- och packhus". Carlbergs uppmätningsritningar av det Radheska huset finns i behåll (se ritning) och ger möjlighet att följa husets byggnadshistoria från 1600-talet fram till våra dagar.
Ritningarna visar ett fyrkantigt stenhus i två våningar med brutet sockertoppstak. Norra Hamngatsfasaden är mycket proportionerlig med fyra fönsteraxlar och en liten frontespis med ett rundfönster. Under takfoten finns en stram, kraftig takkornisch. Den övriga tomten mot Norra Hamngatan upptar en stallbyggnad av trä i två våningar. Mot Smedjegatan låg en trång träbyggnad i en våning, som bland annat inrymde en stor sal med fyra fönster och en stor öppen spis på ena kortväggen. Anslutna till salen låg två små identiska rum likaledes försedda med öppna spisar. I anslutning till stenhuset fanns en stor köksspis med bakugn.
Utmärkande för stenhusets bostadsplan är den smala mittkorridoren, som delar våningen i två delar. En liknande mittkorridor finner vi i det år 1649 byggda Torstenssonska palatset, nuvarande länsresidenset. Andra 1600-talsbyggnader med mittkorridor är Häringe (1657) i Södermanland och Salnecke (1640-tal) i Uppland. Då Louis de Geer vid 1640-talets mitt återvänt till Stockholm från Nederländerna, gjorde han egenhändigt upp en plan till sin malmgård på Södermalm, omfattande corps de logi med två flyglar.
Natten mellan den 13 och 14 januari 1746 ödelade en eldsvåda så gott som hela femte roten – nuvarande västra Nordstaden. Endast ett fåtal byggnader undgick skador. Dit hörde det Radheska huset. Dock befann sig byggnaden inte i särskilt gott skick. Samma år som branden inträffade sades huset vara "lutande och årligen remnande". År 1757 skrev stadsingenjören Bengt Wilhelm Carlberg, yngre broder till Johan Erberhard, efter att ha besiktigat huset: "Visserligen finnes få stenhus som äro fria från sprickor och stå likafullt i otroligt många år, men att en gång få slippa det årliga lapp- och flickandet på dessa murar samt besvär och klagomål, är bäst att nu på en gång göra pinan kort."
Magistraten anvisade äntligen medel för renovering av fastigheten. Den stora packhussalen på nedre botten förstärktes med nya valv och två stora stöttepelare. Vidare borttogs utsmyckningar kring fönster och portar. Här nöjde man sig nu med enklare rappning. Det är en tydlig smakförskjutning, som ägt rum sedan Bengt Wilhelm Carlberg efterträtt sin bror. Intressant är att jämföra John Erberhard Carlbergs pack- och tullhusförslag från år 1726 med broderns förslag till garnisonssjukhus trettio år senare. Byggnadernas yttre form är nästan exakt densamma; två våningar, två ingångar och valmat sadeltak med två vindskupor. Men Bengt Wilhelm Carlbergs hus är mycket stramare och mera sammanhållet än Johan Eberhards. De rappade fönsteromramningarna och portalerna är synnerligen enkla. Samma skillnad möter oss om vi jämför Bengt Wilhelm Carlbergs rådhusflygel med broderns ombyggnadsförslag till rådhusfasaden.
År 1816 fick det Radheska huset i stort sett sitt nuvarande utseende (se ritning). Stadsarkitekten Jonas Hagberg byggde på huset med en våning och förändrade huset till nyantik stil. Bengt Wilhelm Carlbergs portinramningar ersattes nu av två strama rusticerade portaler huggna i grå kinnekullesandsten. Fasaden helt slätputsad. Den grå bottenvåningen skiljdes från de gula övervåningarna av en slät sandstenslist. Fönstren fick släta smala omramningar. Huset avslutades upptill av en gråmålad kraftig takkornisch.
År 1874 tillkom en ny ombyggnad. Trapphuset flyttades från det spretiga hörnpartiet till mitt i huset. Man lät även "skära av" hörnet då det utgjorde ett hinder för trafiken och försvårade husets planlösning. Tio år senare inrättade man här hörnbutiken. Hamngatsfasaden fick härigenom en fönsteraxel mindre varför den högra porten måste flyttas för symmetrins skull. Den mest märkbara förändringen gäller själva fasaden. Huset byggdes på med en vindsvåning och bottenvåningen rusticeras. Portalerna knöts samman med de överliggande fönstren genom voluter. Dessa två fönster utmärks från de övriga genom rikare fönsterkrön.
På 1870-talet hade man tröttnat på de kala och kyliga empirefasaderna. Dessa försågs nu med prunkande dekorationer i olika stilar. Fasadrenoveringen från år 1874 kan faktiskt sägas gå tillbaka på régence-stilen och Johan Eberhard Carlbergs fasad från år 1726.
År 1921 beslöt stadsfullmäktige att huset skulle upplåtas till administrationsbyggnad för Göteborgs hamnstyrelse. Nu genomfördes flera ändringar i husets inre och mittporten mot Norra Hamngatan tas upp. Portalen blir en cementkopia av Hagbergs sandstensportaler från år 1816.
År 1929 utökade man kontorsutrymmet genom att inreda vindsvåningen. Listen som skiljde översta våningen från vindsvåningen flyttades ner och de små vindsfönstren från 1874 års ombyggnad gjordes betydligt större.
År 1960 revs Norra Hamngatan 8 och Hamnstyrelsen byggde här en ny kontorsbyggnad. I samband med detta moderniserades hörnhuset. I den "Radheska delen" inreddes lunchrum för personalen i delvis gamla valv. Här öppnades 1990 restaurangen "Gustava" och på vinden inrättades ett arkitektkontor. Numera huserar restaurang Bhoga i de anrika kroglokalerna på Norra Hamngatan 10.
Ingemar Mannerstierna, som 1966 skrev om byggnaden, ansåg att man vid en framtida restaurering av det Radheska huset skulle avlägsna 1874-års fasadutsmyckning, och ta fram Jonas Hagbergs fasad med den ursprungliga färgsättningen i gult och vitt.

## Beskrivning

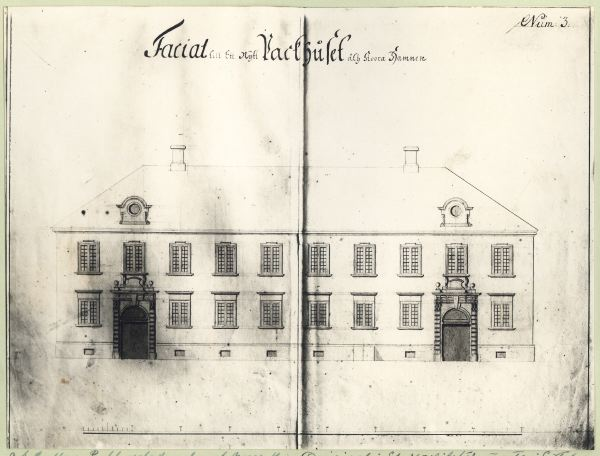
Radheska huset, fasaden mot Norra Hamngatan, ritning av Johan E. Carlberg 1726. Bildsamlingen vid Göteborgs stadsmuseum.

Huvudbyggnaden innefattade en mittkorridor av denna typ, kallad ”Een ganck” på vars högra sida stora salen var belägen. Radheska husets fönsterplacering och plandisposition visar, att meningen varit att bygga till huset i hela tomtens längd mot Norra Hamngatan. Johan Eberhard Carlberg är till en början något irriterad på husets plan då ”den spetsiga hörnvinkeln betog all den commoda indelning som man eljest kunde ha”. Men murarnas goda beskaffenhet och de fina välvda källarna under huset avgjorde frågan. Den 24 mars 1730 skrev Bengt Wilhelm Carlberg ett ”Hörsambst Memorial”, som visade, att man beslutat sig för en fullständig nybyggnad av tullstugan vid Stora Bommen och att riva även den gamla bostadsdelen.
Carlberg lät riva stallbyggnaden och byggde ut huset i tomtens fulla längd. Tillbyggnadens bottenvåning kom helt att upptas av ”Sielfwa Packhuset” ett kvadratiskt rum med tre fönster och direkt ingång från gatan. Trappan till övervåningen placerades i 1600-talsdelens spetsiga hörnvinkel. Till bottenvåningen förlades en "Penningehwalff" och kontor för packhusinspektor, packhuskontrollör och tullskrivare. Övervåningen upptogs av en genomgående korridor, trapphus, kontor för bland andra stämpelmästaren, sjötullsinspektoren, sjötullsbokhållaren och accismästaren, en sal för sjötullsrätten, två logement för betjänter och ett smalt fönsterlöst rum för sjötullsböcker.
Den strängt symmetriska fasaden mot "Stoora Hamnen" upptar 11 fönsteraxlar. I den näst första och näst sista placerade Carlberg de två ingångarna (se ritning). Dessa omges av rustika portaler, som är förbundna med övervåningens fönster, och tillsammans med de två vindskuporna bildar de två vertikaler i det utpräglat horisontala huset. Arvid Baeckström påpekade likheten med Carlbergs förbättringsförslag till Rådhusets fasad mot torget. När byggnaden gick ut på entreprenad uppstod en diskussion vilken tegelsort man borde använda. Valet stod mellan nederländsk sten och flensburgersten. Den nederländska stenen hade använts vid flera husbyggen, bland annat vid Tyska kyrkan, medan flensburgerstenen var helt oprövad. Denna sten var dock känd för att stå emot väder, vilket var mycket viktigt i det karga och fuktiga västkustklimatet. Den utsedde entreprenören Johan Adam Blæsing föredrog tegelstenen från Flensburg. Byggnaden rappades och avputsades i gult, medan fönster, portar, omramningar och portaler samt takkornischen målades i ljusgrå oljefärg. I november 1728 stod huset färdigt att tas i bruk för sitt nya ändamål. Den 22 juni 1731 upplästes i magistraten de förordnade besiktningsmännens berättelse över det nyuppbyggda tullhuset vid Stora Bommen, som löjtnanten och stadsingeniören Carlberg som entreprenör hade byggt. Ännu fattades dock en liten stigtrappa till vinden.

## Omgivning
Området kring Stora Hamnkanalen i Göteborg uppvisar en särdeles vacker arkitekturbild. Få gaturum i Sverige kan visa en så enhetlig och så litet förändrad 1700-talsbild som Norra Hamngatan – från Ostindiska Kompaniets hus till Östra Hamngatan. Norra Hamngatan mellan Smedjegatan och Packhusplatsen har en större blandning av gamla och moderna byggnader. Från Packhusplatsen räknat har vi först dåvarande Broströmskoncernens huvudbyggnad Broströmia. Denna byggnad är ett mycket vackert exempel på 1920-talsklassicism och ett resultat av arkitekten Sven Steens ombyggnad av ett hus från 1850-talet. Tomten kallades tidigare Franska tomten. Den låg länge obebyggd, då den tjänade som upplagsplats för Masthamnen. Denna hamn låg i vinkel med Stora Hamnkanalen ända fram till i mitten av 1800-talet på nuvarande Packhusplatsen.
Nästkommande hus, Gamla Tullen - en i jämförelse "nybyggnad" från år 1883 - är ritat av Adrian C. Peterson i överdådig renässansstil. Detta hus ersatte en byggnad från år 1815, som tillhörde kommerserådet Niclas Björnberg och är ritat av Jonas Hagberg. Nästa hus i raden är det Thamska huset från 1732 ritat av fortifikationsofficeren Johan Adam Blæsing. Det ser naturligtvis inte likadant ut idag som för nästa 300 år sedan. Det har byggts på med tre våningar och fått andra fönsteromramningar. Norra Hamngatan 8 är en nybyggnad för Göteborgs Hamnstyrelse. Sist kommer det verkligt gamla huset, Hamnstyrelsen, Gamla tullhuset eller Radheska huset.

## Bilder

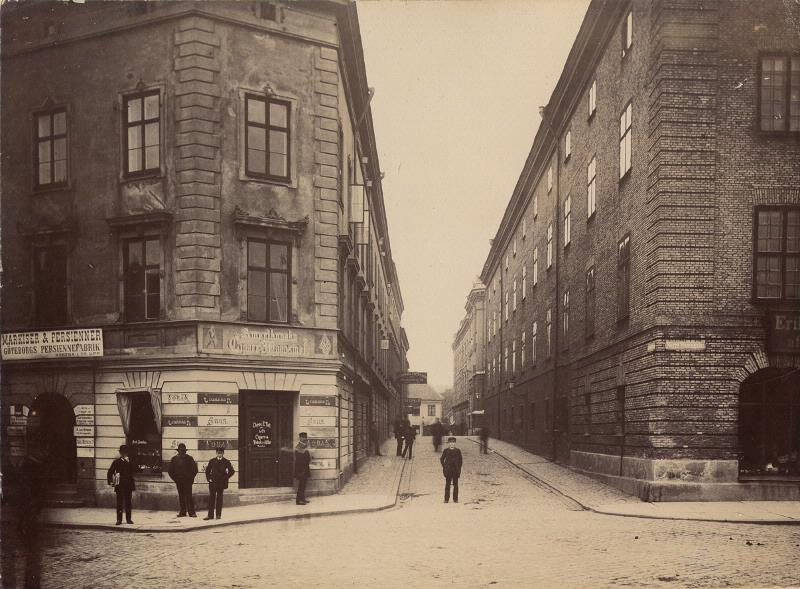
Radheska husets hörna vid Norra Hamngatan och Smedjegatan år 1888. Foto: Wilhelm Berg. Bildsamlingen vid Göteborgs stadsmuseum.
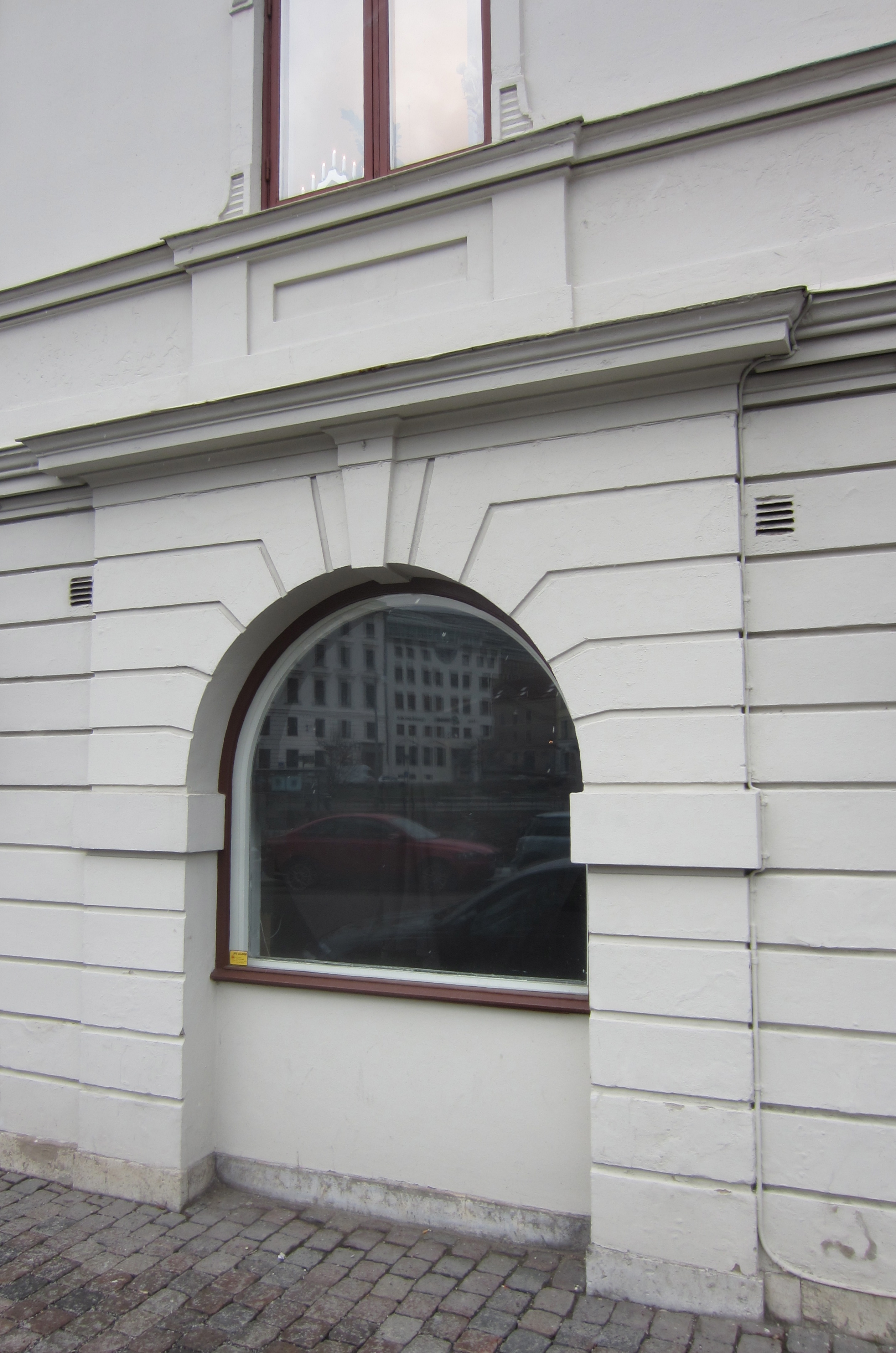
Portal, tidigare port, i Radheska huset.
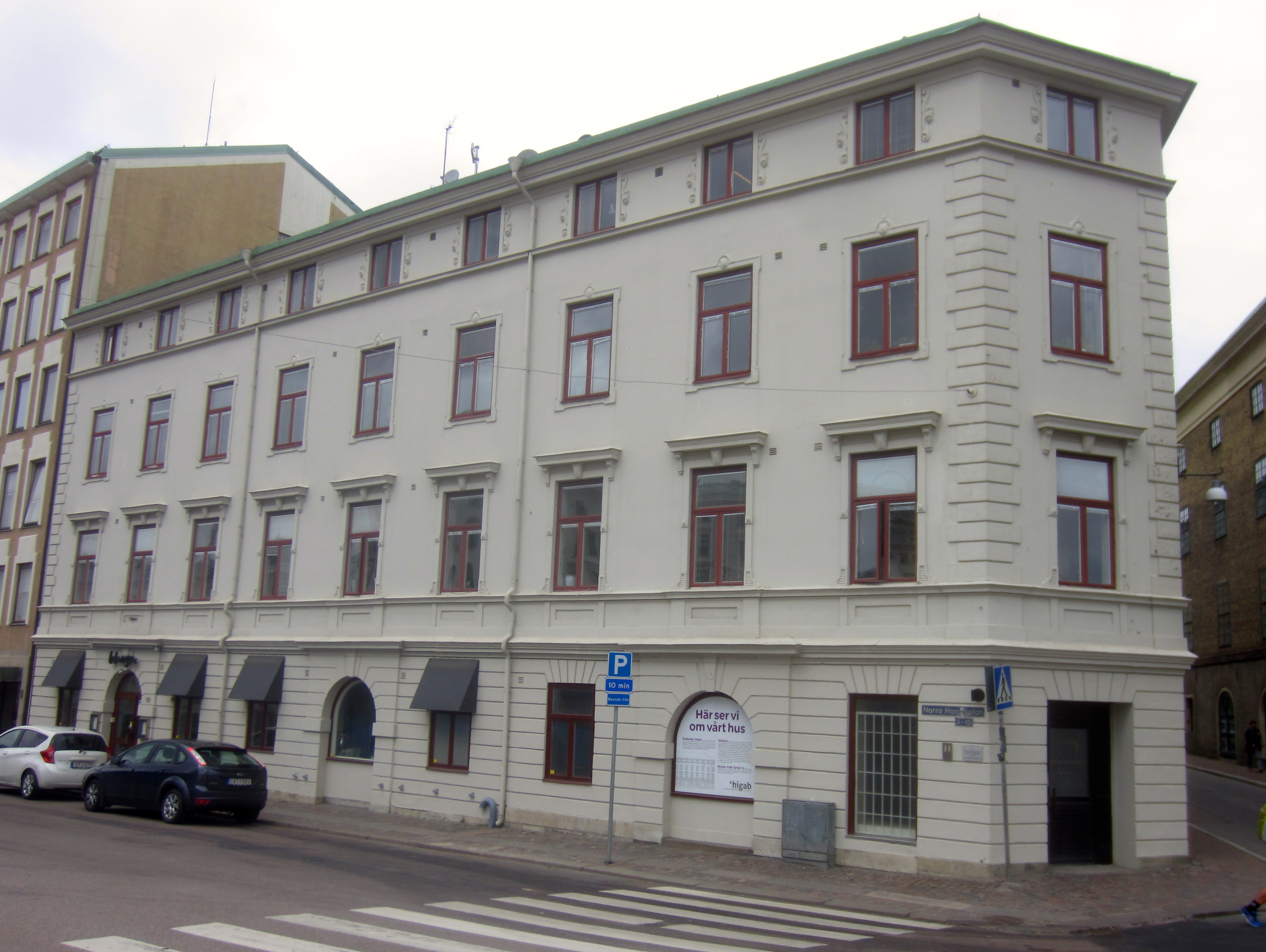
Radheska huset i juni 2015.
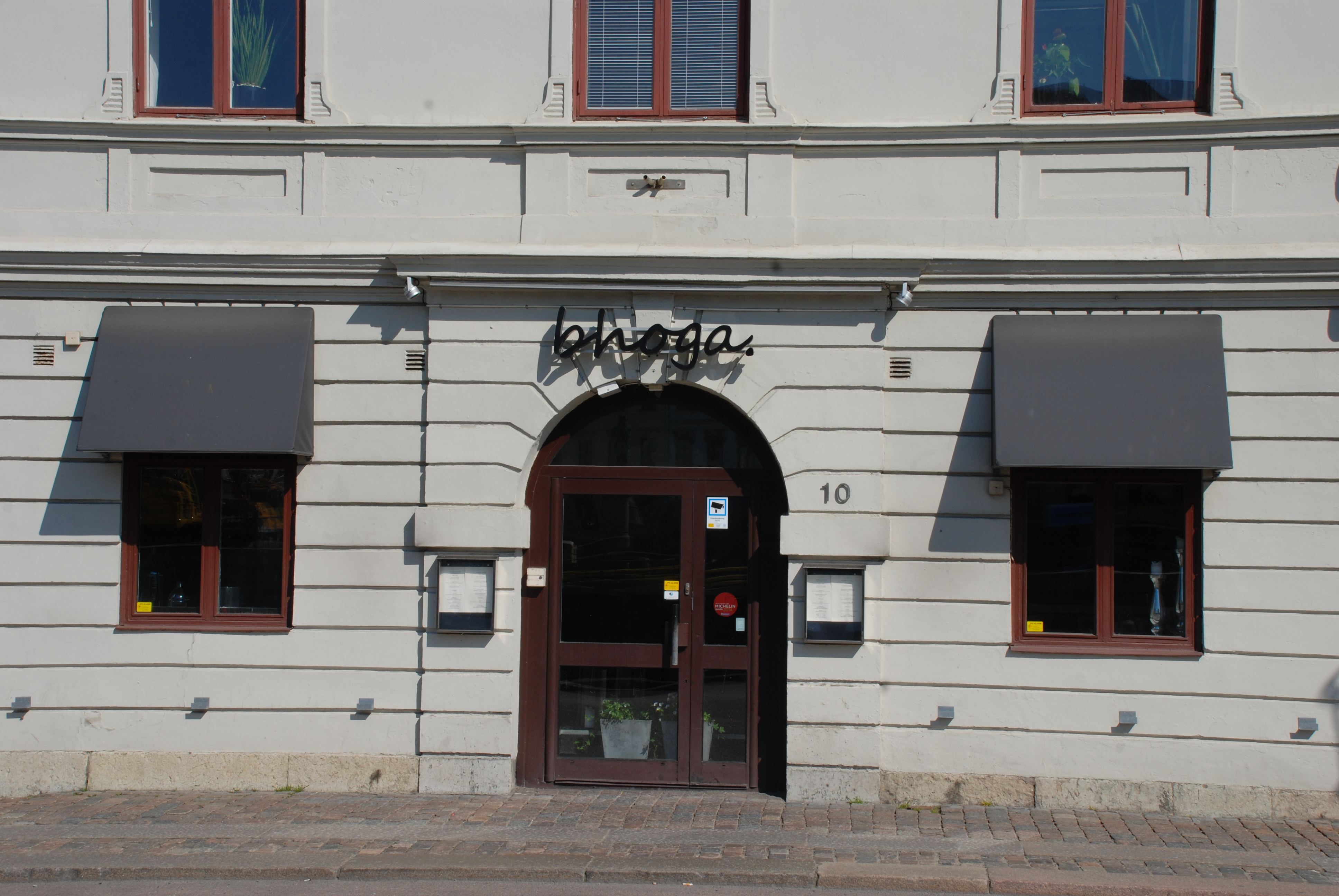
Restaurang Bhoga, Norra Hamngatan 10.